# Середова Річка
Середова Річка (біл. Серадовая Рэчка) — річка в Малоритському і Берестейському районах Берестейської області Білорусі, ліва притока річки Спанівка (басейн річки Західний Буг).
Довжина 28 км (разом з каналом). Площа водозбору 115 км². Тече на південний захід Берестейського Полісся. Починається за 1,5 км на схід від села Хмелівка Малоритського району, гирло за 2 км на північний схід від села Знам'янка Берестейського району. Каналізовано 11,6 км русла в нижній та 9 км у верхній течії.